# میلوتین سردویوویچ
میلوتین سردویوویچ (سیریلیک صربی: Милутин Cpeдojeвић؛ زادهٔ ۱ سپتامبر ۱۹۶۹) بازیکن فوتبال اهل صربستان است.